# Podgace

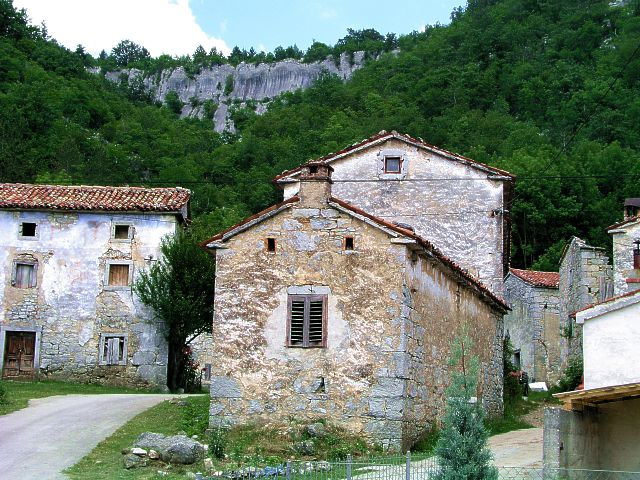
Podgaće.

Podgaće es un pequeño pueblo de la República de Croacia, más precisamente en la península de Istria. Se caracteriza por tener alrededor de 60 casas construidas, en su mayoría, con rocas grandes y paredes de barro en el siglo IX. Es uno de los 14 pueblos que integran la histórica región de Ćićarija. Hoy en día parte del Distrito de Lanišće (Općina Lanišće)
Su capilla es muy pequeña, y en ella se venera a Santa Ana y San Joaquín.

## Familias Originarias de Podgaće
(Ordenadas por orden alfabético)
- Božić
- Grbac
- Klarić
- Medica
- Mejak
- Penko
- Poropat
- Štroligo
- Šverko
- Vratović
- Žmak

Muchos de los inmigrantes llegaron a la Argentina después de la Primera Guerra Mundial y antes de la segunda, cuando Podgaće estaba bajo la dominación Italiana. Esto hizo que muchos apellidos fueran italianizados o deformados (ni siquiera eso). Los casos conocidos son:
- Grbac: Gerbac, Gerbas, Grbas, Grba, Garbaz, Garbac, Gherbaz, Gerbaz, Gherbassi, Gerbassi, Gerbasi, Garbassi, Gerbais, Gerbini y Gobbo.
- Klarić: Clarich
- Medica: Medizza
- Mejak: Meiacco
- Penko: Penco
- Poropat: Porporatto, Poretti y Porini
- Šverko: Sferco
- Žmak: Macci

## Imágenes de Podgace (septiembre de 2009)

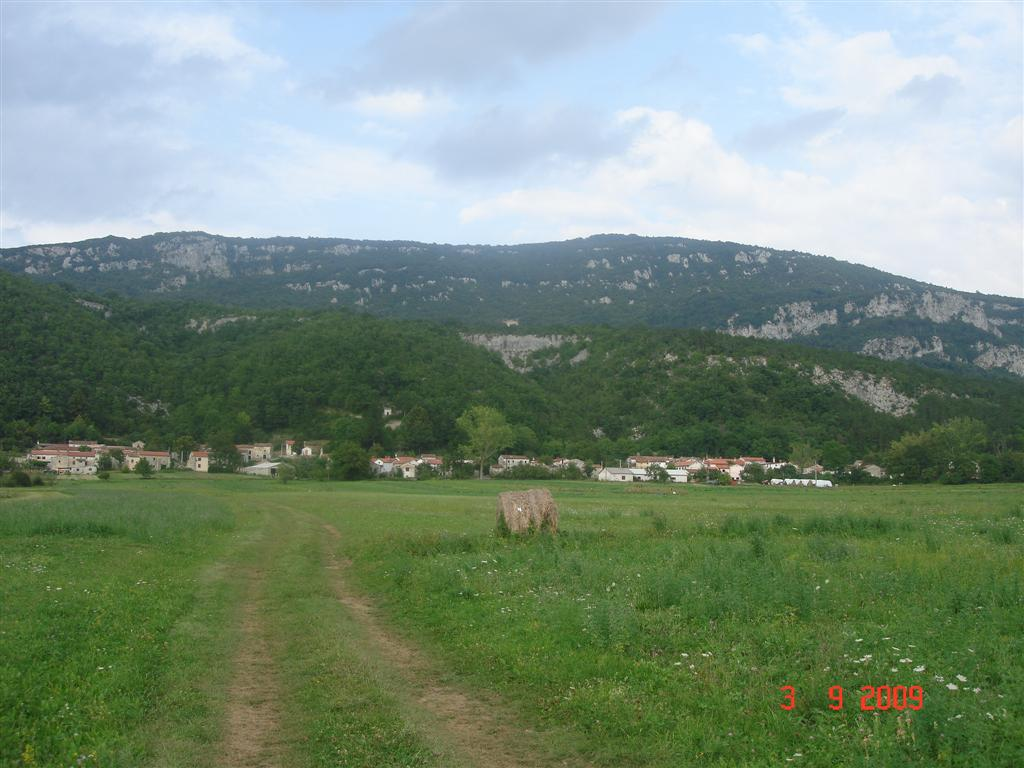
Podgaće desde el valle (1).

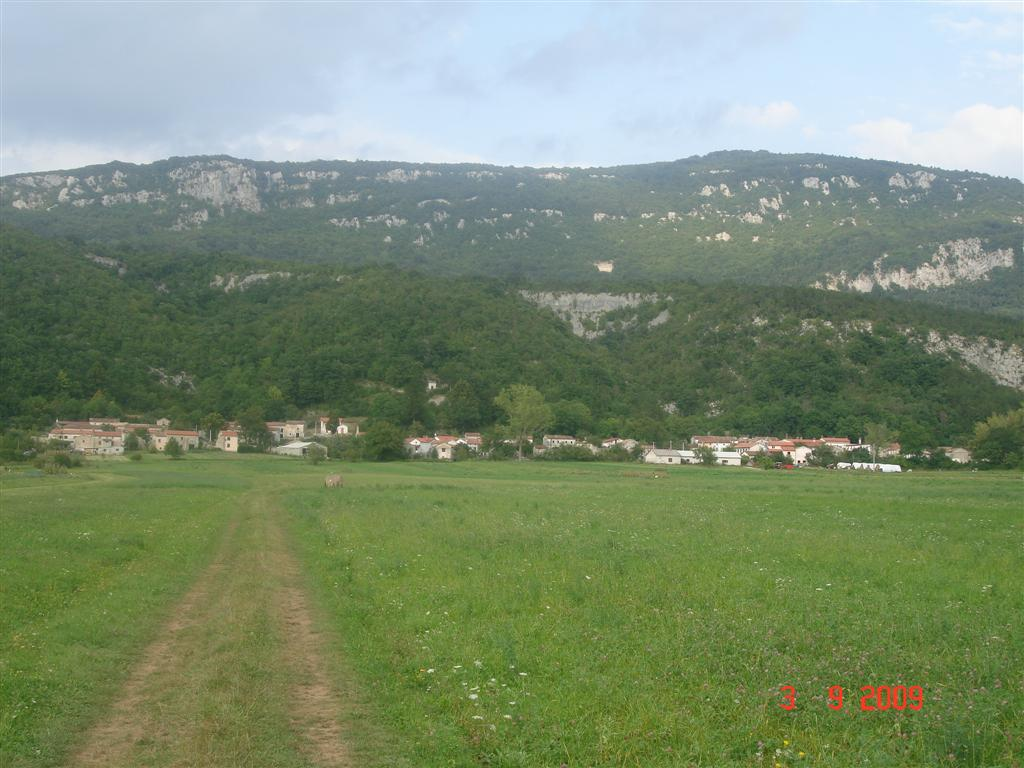
Podgaće desde el valle (2).

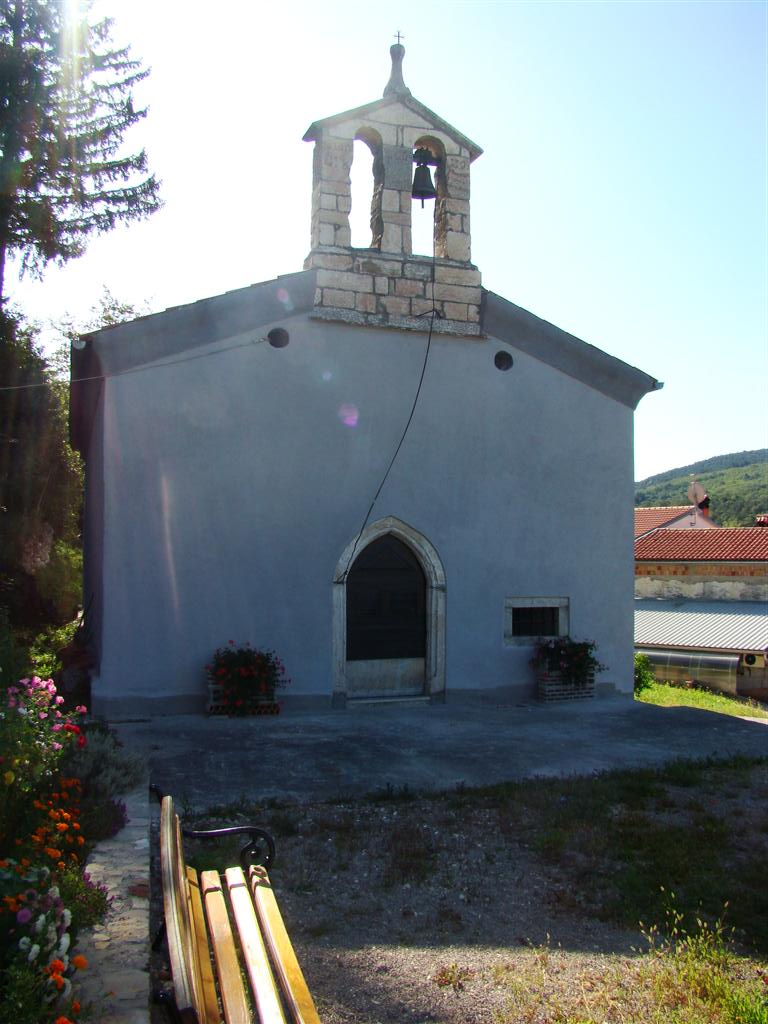
Capilla de Podgaće.

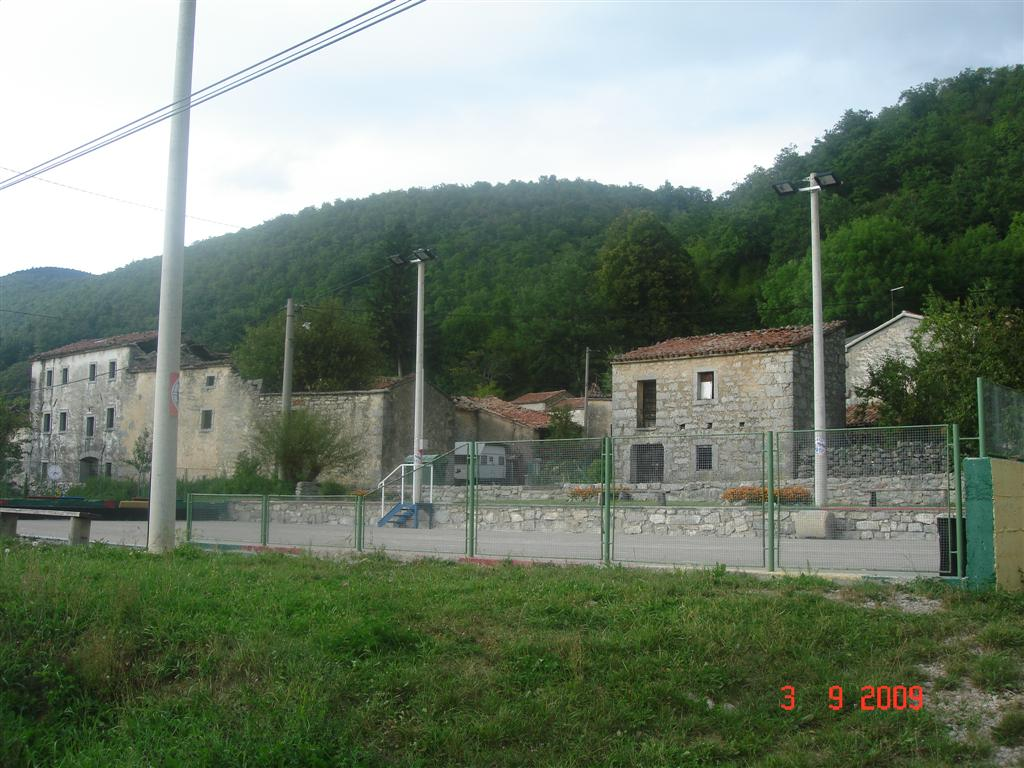
Cancha de bochas de Podgaće.

- Datos: Q3393038
- Multimedia: Podgaće / Q3393038